# Људмила Колчанова
Људмила Колчанова (рус. Людмила Сергеевна Колчанова; Шарја, 1. октобар 1979) бивша је руска атлетичарка, специјалиста за скок удаљ. Била је члан АК Динамо из Москве. Заслужни је мајстор спорта Русије 2007.

## Каријера
На Европском првенству у дворани 2005. у Мадрид, била је пета са 6,56 м три центиметра од бронзане медаље. На Универзијади у Измиру 2005. освојила је златну медаљу испред Португалке Наиде Гомес.
Следеће године поново је освојила титулу на Европском првенстви на отвореном, опет испред Наиде Гомес, као и на светском купу нација исте године у Атини
У 2007. побољшала је лични рекорд на 7,21 м, а на Светском првенству у Осаки била је друге из своје сународнице Татјана Лебедева, а испред још једне руске представнице Татјане Котове, која је заузела треће место.

## Значајнији резултати
| Год.                | Такмичење                    | Место               | Плас.               | Дисципина           | Рез.м               | Белешка             |
| Представљала Русију | Представљала Русију          | Представљала Русију | Представљала Русију | Представљала Русију | Представљала Русију | Представљала Русију |
| ------------------- | ---------------------------- | ------------------- | ------------------- | ------------------- | ------------------- | ------------------- |
| 2005                | Европско првенство у дворани | Мадрид              | 6.                  | скок удаљ           | 6,56 м              |                     |
| 2005                | Универзијада                 | Измир               |                     | скок удаљ           | 6,79 м              |                     |
| 2005                | Универзијада                 | Измир               | 6.                  | троскок             | 13,38 м             |                     |
| 2006                | Европско првенство           | Гетеборг            |                     | скок удаљ           | 6,93 м              |                     |
| 2006                | Светски куп нација           | Атина               |                     | скок удаљ           | 6,78 м              |                     |
| 2007                | Светско првенство            | Осака               |                     | скок удаљ           | 6,92 м              |                     |
| 2010                | Европско првенство           | Барселона           | 5.                  | скок удаљ           | 6,75 м              |                     |
| 2012                | Олимпијске игре              | Лондон              | 5.                  | скок удаљ           | 6,76 м              |                     |

## Лични рекорди
| Скок удаљ    | Резултат | Место  | Датум            |
| ------------ | -------- | ------ | ---------------- |
| на отвореном | 7,12 м   | Сочи   | 27. мај 2007.    |
| У дворани    | 6,82 м   | Самара | 2. фебруар 2008. |